# 無線航行移動局
無線航行移動局（むせんこうこういどうきょく）は、無線局の種別の一つである。

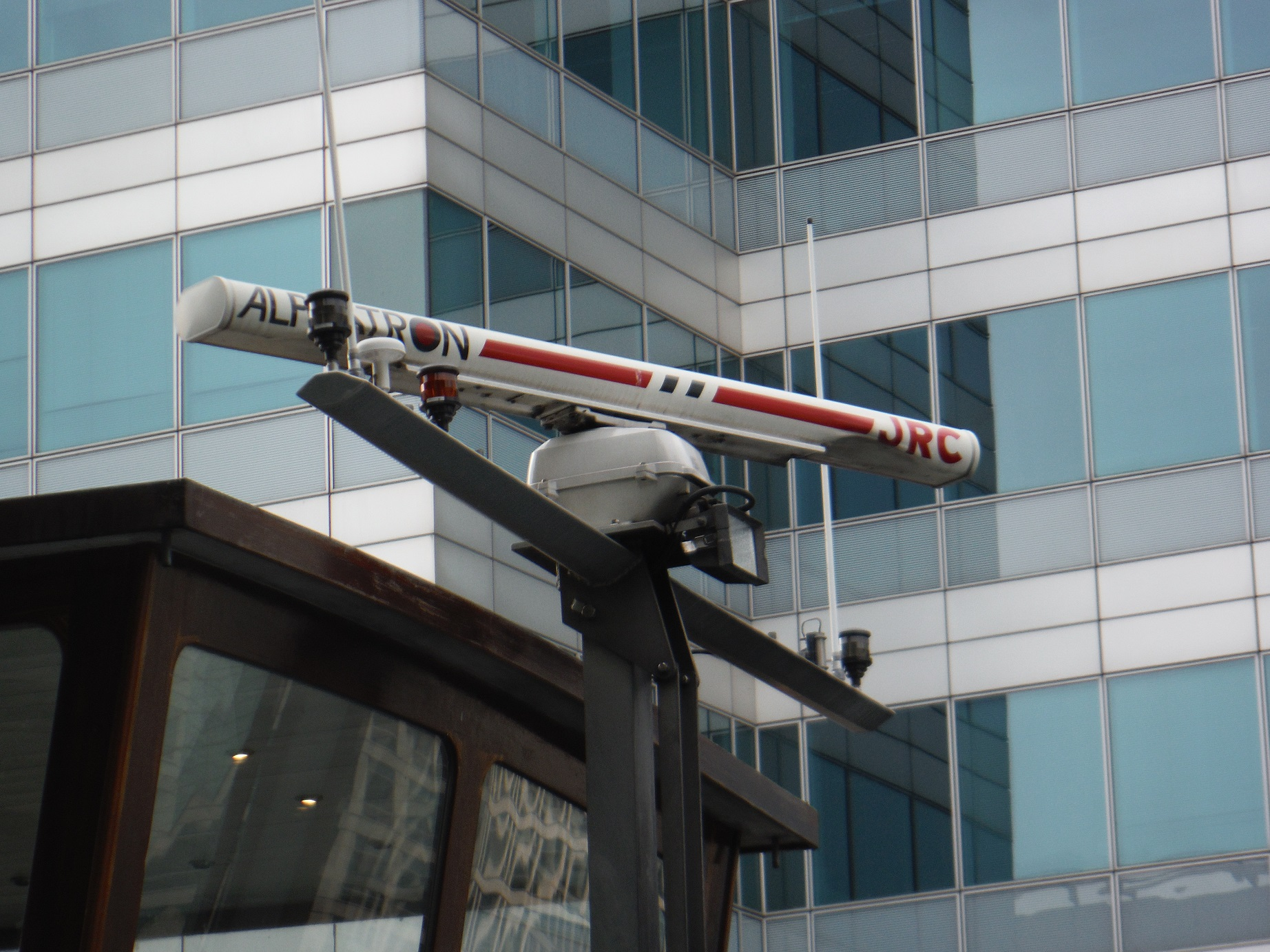
船舶用レーダー装置の例。無線航行移動局に分類される。

## 定義
総務省令電波法施行規則第4条第1項第18号に「移動する無線航行局」と定義している。
ここで無線航行局とは第4条第1項第16号に「無線航行業務を行う無線局」と定義している。関連する定義として
- 「無線航行」が第2条第1項第30号に「航行のための無線測位（障害物の探知を含む。）」
- 「無線測位」が第2条第1項第29号に「電波の伝搬特性を用いてする位置の決定又は位置に関する情報の取得」
- 「無線航行業務」が第3条第1項第10号に「無線航行のための無線測位業務」
- 「海上無線航行業務」が第3条第1項第11号に「船舶のための無線航行業務」
- 「航空無線航行業務」が第3条第1項第12号に「航空機のための無線航行業務」

とある。

## 概要
定義を敷衍してみるとおり、電波を発射し、それに基づき位置決定するか位置情報を得る為の無線設備を搭載した船舶・航空機が対象となる。
無線測位局の一種であり、移動業務に携わる無線局ではないので名称に移動とあっても移動局ではない。
移動用無線航行機器には、レーダーや航空用ではATCトランスポンダ、航空用DME、タカンの機上機器などがあるが、これ以外の通信機器も搭載すると船舶局・航空機局として免許される。
ここで航空機局とは「無線設備がレーダーのみのもの以外のもの（電波法施行規則第2条第1項第11号参照）」をいうので、レーダーのみが無線設備である航空機は事実上存在せず、無線航行移動局とはレーダーのみを搭載する船舶の為の無線局の種別といってよい。
但し、遭難自動通報局の範囲、つまり非常用位置指示無線標識装置（EPIRB） 及び捜索救助用レーダートランスポンダ（SART）については位置情報のみを送信する機器なので、これらを含んでも無線航行移動局として免許される。
船舶の無線局でもある。（免許を参照）

## 免許
無線局の免許人として外国籍の者が原則として排除されることは、電波法第5条第1項に欠格事由として規定されているが、例外として第2項に
- 第3号　船舶の無線局（船舶に開設する無線局のうち、電気通信業務（電気通信事業法 （昭和59年法律第86号）第2条第6号の電気通信業務をいう。以下同じ。）を行うことを目的とするもの以外のもの（実験等無線局及びアマチュア無線局を除く。）をいう。以下同じ。）であつて、船舶安全法 （昭和8年法律第11号）第29条の7に規定する船舶に開設するもの

引用の促音の表記は原文ママ
があり、無線航行用レーダーおよび遭難自動通報設備は電気通信業務用ではないので外国人や外国の会社・団体でも無線航行移動局を開設できる。
種別コードはRO。有効期間は免許の日から5年。但し、当初に限り有効期限は4年をこえて5年以内の11月30日

となる。
- 自衛隊のレーダー及び移動体については、自衛隊法第112条第1項により免許を要せず、無線局数の統計にも含まれない。

無線局免許手続規則第15条の5に基づく簡易な免許手続を規定する告示

により、特定無線設備の技術基準適合証明等に関する規則により認証された適合表示無線設備または無線機器型式検定規則による検定合格機器であるレーダーを設置（遭難自動通報局の無線設備をあわせても可）するならば、予備免許、落成検査が省略されて免許される。
簡易な免許手続の適用外でも、一部を除き登録検査等事業者等による点検ができるので、この結果に基づき落成検査が一部省略される。
用途
局数の推移に見るとおり、海上水上運輸用が多数を占める。
周波数
海上無線航行業務には、8850～9000MHzおよび9200～9500MHzが割り当てられている

が、8850～9000MHz及び9200～9225MHzの使用は海岸に設置されるレーダーに限られている
。 
すなわち、海上無線航行業務の無線航行移動局として免許されるレーダーの周波数は9225～9500MHzの範囲内である。
無線局免許状の備付け
電波法施行規則第38条第1項により無線局免許状は無線局に備え付けるものとされ、同条第2項により主たる送信装置のある場所の見やすい箇所に掲げておかなければならない。ただし、掲示を困難とするものについては、その限りで無い。
表示
適合表示無線設備には技適マークの表示が義務付けられている。
また、技術基準適合証明番号又は工事設計認証番号の表示も必須とされ、このレーダーを表す記号は技術基準適合証明番号の英字の1-2字目のUZである。従前は工事設計認証番号にも表示を要した。
技適マーク#沿革を参照。
検定合格機器には検定マークの表示が義務付けられている。
レーダーを表す記号は、検定番号および機器の型式名の1字目のRである。
注 検定合格機器には空中線電力5kW以上のものも含まれる。

### 旧技術基準の機器の使用
無線設備規則のスプリアス発射等の強度の許容値に関する技術基準改正

により、旧技術基準に基づく無線設備が免許されるのは「平成29年11月30日」まで
、
使用は「平成34年11月30日」まで

とされた。
対象となるのは、
- 「平成17年11月30日」[10]までに製造された機器、型式検定に合格した検定合格機器または認証された適合表示無線設備
- 経過措置として、旧技術基準により「平成19年11月30日」（船舶用無線航行用レーダーについては「平成24年11月30日」[11]までに製造された機器[12]）、型式検定に合格した検定合格機器[13]または認証された適合表示無線設備[14]

である。
新規免許は「平成29年12月1日」以降はできないが、使用期限はコロナ禍により「当分の間」延期された。
なお、検定合格機器は設置が継続される限り検定合格の効力は有効とされるので、新たに使用期限が設定されても設置され続ける限り使用可能で再免許も可能。
詳細は無線局#旧技術基準の機器の使用を参照。

## 運用
無線局運用規則第3章 海上移動業務、海上移動衛星業務及び海上無線航行業務の無線局の運用による。
無線局運用規則第8条の2第2項により、遭難自動通報局の機能試験については、他の種別の無線局の無線設備であっても適用されるので、EPIRB又はSARTを搭載する場合は機能試験を実施しなければならない。

## 操作
電波法施行規則第33条に基づく無線従事者を要しない「簡易な操作」を規定する告示
により、空中線電力5kW未満の船舶レーダー（第4種レーダーと通称される。無線設備規則第48条第1項及び第2項に規定する三種類のレーダー以外に第3項で別に告示に定めるもの

とするレーダーであることによる。）の操作に無線従事者は不要である。また、遭難自動通報局の範囲にあるものも不要である。
- 第4種レーダー以外のレーダーであれば、レーダー級海上特殊無線技士以上の無線従事者を要することになる。

自衛隊のレーダー及び移動体については、自衛隊法第112条第1項により無線従事者を要しない。

## 検査
- 落成検査は、上述の通り簡易な免許手続の対象であれば行われず、登録検査等事業者等の点検ができれば一部省略することもできる。
- 定期検査は、

電波法施行規則第41条の2の6第13号には、定期検査を行わない無線局として「無線航行移動局（総務大臣が別に告示するレーダー のみのものに限る。）」とある。すなわち、第4種レーダーのみであれば免除されるが、EPIRB又はSARTを併せて免許されたものは実施される。また、遭難自動通報局に第4種レーダーを追加して無線航行移動局に種別変更されたものも免除されない。
周期は別表第5号第16号により、船舶安全法の規定により遭難自動通報設備の備付けを要する船舶に開設するものは2年、その他のものは5年。一部を除き登録検査等事業者等による検査が可能で、この結果に基づき検査が省略される。
- 変更検査は、落成検査と同様である。
- 自衛隊のレーダー及び移動体については、自衛隊法第112条第1項により検査が除外される。

## 沿革
1950年（昭和25年）- 電波法施行規則

制定時に「移動体の無線航行局」と定義
- 免許の有効期間は5年間。但し、当初の有効期限は電波法施行の日から2年6ヶ月後（昭和27年11月30日）までとされた。

1952年（昭和27年）- 12月1日に最初の再免許
- 以後、5年毎の11月30日に満了するように免許された。

1958年（昭和33年）- 陸上に開設する無線測位局以外の無線測位局は運用開始の届出および免許の公示を要しない無線局に

- 無線航行移動局は運用開始の届出および免許の公示が不要となった。

1961年（昭和36年）- 定義が現行のものに
1992年（平成4年）- 無線業務日誌の備付けが不要に
1993年（平成5年）- 電波利用料制度化、料額の変遷は下表参照
1994年（平成6年）- 毎年一定の告示で定める日が免許の有効期限に
- 以後、免許の有効期限は免許の日から4年を超えて5年以内の11月30日までとなる。

1995年（平成7年）- 第4種レーダーが特定無線設備の技術基準適合証明に関する規則（現・特定無線設備の技術基準適合証明等に関する規則）の対象（証明機器（現・適合表示無線設備））に
1996年（平成8年）- 第4種レーダーの操作に無線従事者は不要に
1999年（平成11年）- 船舶の無線局が規定され、外国籍の者が一部の船舶に無線航行移動局を開設できることに
2007年（平成19年）- 第4種レーダーのみ搭載する無線航行移動局の定期検査は不要に
2022年（令和4年）- 外国籍の者が無線航行移動局を開設できることに
| 年度 | 総数   | 海上水上運輸用 | 漁業用 | スポーツ・レジャー用 | 出典                 | 出典                           |
| --- | ------ | -------------- | ------ | -------------------- | -------------------- | ------------------------------ |
| 平成11年度末 | 10,384 | 10,285         | 60     | 5                    | 地域・局種別無線局数 | 平成11年度第4四半期末          |
| 平成12年度末 | 9,869  | 9,774          | 58     | 5                    | 地域・局種別無線局数 | 平成12年度第4四半期末          |
| 平成13年度末 | 10,731 | 10,633         | 5      | 4                    | 用途別無線局数       | H13 用途・業務・免許人・局種別 |
| 平成14年度末 | 8,797  | 8,719          | 52     | 5                    | 用途別無線局数       | H14 用途・局種別無線局数       |
| 平成15年度末 | 9,394  | 9,310          | 56     | 7                    | 用途別無線局数       | H15 用途・局種別無線局数       |
| 平成16年度末 | 9,731  | 9,633          | 57     | 7                    | 用途別無線局数       | H16 用途・局種別無線局数       |
| 平成17年度末 | 9,899  | 1,690          | 3,266  | 3,029                | 用途別無線局数       | H17 用途・局種別無線局数       |
| 平成18年度末 | 10,016 | 1,636          | 3,339  | 3,160                | 用途別無線局数       | H18 用途・局種別無線局数       |
| 平成19年度末 | 8,281  | 1,282          | 2,945  | 3,099                | 用途別無線局数       | H19 用途・局種別無線局数       |
| 平成20年度末 | 8,882  | 1,308          | 3,153  | 2,525                | 用途別無線局数       | H20 用途・局種別無線局数       |
| 平成21年度末 | 9,301  | 2,374          | 3,248  | 2,904                | 用途別無線局数       | H21 用途・局種別無線局数       |
| 平成22年度末 | 9,495  | 1,258          | 3,383  | 3,244                | 用途別無線局数       | H22 用途・局種別無線局数       |
| 平成23年度末 | 9,481  | 1,232          | 3,433  | 3,393                | 用途別無線局数       | H23 用途・局種別無線局数       |
| 平成24年度末 | 8,721  | 1,109          | 3,231  | 3,420                | 用途別無線局数       | H24 用途・局種別無線局数       |
| 平成25年度末 | 9,134  | 1,104          | 3,399  | 3,340                | 用途別無線局数       | H25 用途・局種別無線局数       |
| 平成26年度末 | 9,523  | 9,379          | 26     | 35                   | 用途別無線局数       | H26 用途・局種別無線局数       |
| 平成27年度末 | 9,981  | 9,838          | 27     | 37                   | 用途別無線局数       | H27 用途・局種別無線局数       |
| 平成28年度末 | 10,433 | 10,289         | 31     | 43                   | 用途別無線局数       | H28 用途・局種別無線局数       |
| 平成29年度末 | 10,701 | 10,575         | 21     | 45                   | 用途別無線局数       | H29 用途・局種別無線局数       |
| 平成30年度末 | 11,272 | 11,141         | 21     | 42                   | 用途別無線局数       | H30 用途・局種別無線局数       |
| 令和元年度末 | 11,998 | 11,858         | 18     | 46                   | 用途別無線局数       | R01 用途・局種別無線局数       |
| 令和2年度末 | 12,637 | 12,475         | 25     | 62                   | 用途別無線局数       | R02 用途・局種別無線局数       |
| 令和3年度末 | 13,178 | 13,004         | 28     | 77                   | 用途別無線局数       | R03 用途・局種別無線局数       |
| 令和4年度末 | 13,285 | 13,105         | 25     | 88                   | 用途別無線局数       | R04 用途・局種別無線局数       |
| 令和5年度末 | 13,548 | 13,344         | 24     | 113                  | 用途別無線局数       | R05 用途・局種別無線局数       |
| 注 平成16年度から平成17年度および平成25年度から平成26年度にかけて、用途別局数が大きく変動しているが原典のママ引用。理由は不明。 |        |                |        |                      |                      |                                |

電波利用料額
電波法別表第6第1項の「移動する無線局」が適用される。
| 年月                                | 料額  |
| ----------------------------------- | ----- |
| 1993年（平成5年）4月                | 600円 |
| 1997年（平成9年）10月               | 600円 |
| 2006年（平成18年）4月               | 600円 |
| 2008年（平成20年）10月              | 400円 |
| 2011年（平成23年）10月              | 500円 |
| 2014年（平成26年）10月              | 600円 |
| 2017年（平成29年）10月              | 600円 |
| 2019年（令和元年）10月              | 400円 |
| 2022年（令和4年）10月               | 400円 |
| 注 料額は減免措置を考慮していない。 |       |

## その他
船舶に搭載すれば無資格で使用できる第4種レーダーでも陸上に設置して沿岸監視用とするのであれば、無線標定陸上局となり第二級陸上特殊無線技士以上の無線従事者を要する。